# Släkten är värst, Sune
Släkten är värst, Sune är den artonde boken i Suneserien av Anders Jacobsson och Sören Olsson och utkom i september 2001. Med boken fick Sune ett nytt utseende.

## Bokomslaget
Bokomslaget visar Sune med skidutrustning.

## Handling
Sune och hans familj åker till Fjällen och åker skidor, då pappan fyller jämnt och inte vill bli uppvaktad. Rudolf lånar sin chefs stuga i Fjällen, gratis, och tar med sig hela familjen dit. Ingen har dock skidor och stugan är i behov av upprustning, men Håkan visar sig ha en medfödd talang för skidåkning, och är snart fullfjädrad störtloppsåkare.
Anna upptäcker att den lilla byn har ett Internetcafé, där hon kan sitta och chatta och skriva e-mail dag och natt. Hans mamma får nya vänner, hans pappa badar bastu och i isvak, och Sune blir kär i flickan Endla. Samtidigt dyker även släktingar upp.
Det fuskas i bingo och tapetseras. De tävlar i skidbacken, och utkämpar snöbollskrig.

### Fotnoter
1. ↑  ”Släkten är värst, Sune” (på engelska). Worldcat. 12 mars 2001. https://www.worldcat.org/title/slakten-ar-varst-sune/oclc/186531851&referer=brief_results. Läst 29 mars 2015.